# Sint-Rochuskapel (Helden)

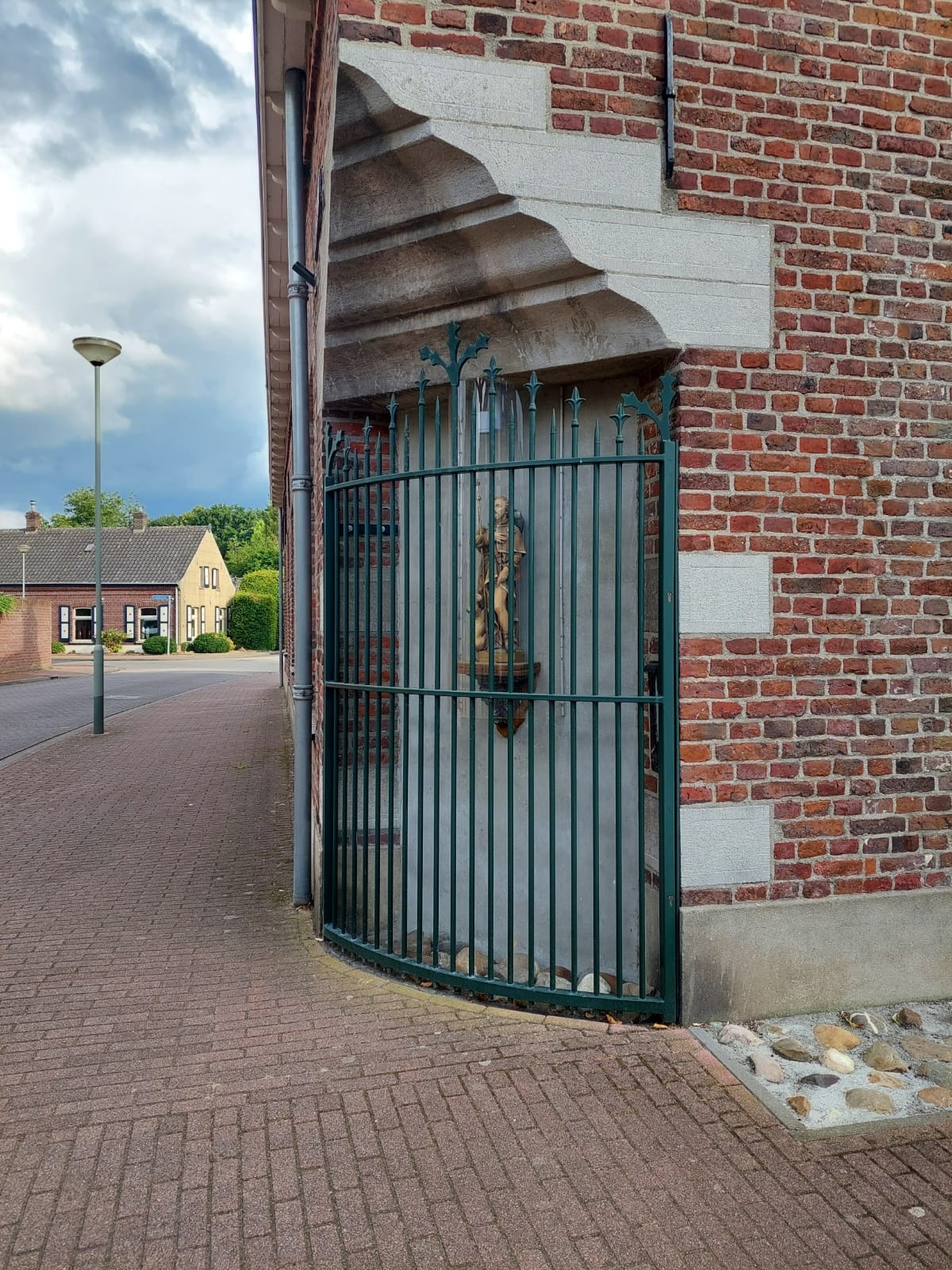
Sint-Rochuskapel (Helden)

De Sint-Rochuskapel is een kapel in Helden in de Nederlandse gemeente Peel en Maas. De kapel staat op de hoek van het Rochusplein.
Op ongeveer 350 meter naar het zuidwesten staat de Sint-Annakapel en op ongeveer 800 meter naar het noordwesten de Sint-Servaaskapel.
De kapel is gewijd aan de heilige Rochus van Montpellier.

## Geschiedenis
Na vele jaren werd in 1963 de Sint-Rochuskapel op het Rochusplein gesloopt. Op die plek is later een ruïne nagemaakt om aan te geven waar de kapel vroeger gestaan had.
Tegenover de ruïne is later een hoekkapel gemaakt op de hoek van een woning.

## Gebouw
De hoekkapel bevindt zich in de hoek van een huis, waar als het ware een stuk van de hoek eraf gehaald is voor de kapel. Aan de bovenzijde wordt de kapel overhuifd door een sierbetonnen afdak die trapsgewijs op elkaar liggen. Op de plaats van de afgesneden hoek is een kwartrond spijlenhek aangebracht. Achter het spijlenhek staat achter glas op een console een beeldje van Sint-Rochus, die de heilige als pelgrim toont met in zijn rechterhand een staf, een beenwond, naast hem zijn hond en Jacobusschelpen.